# Johan Kristoffersson

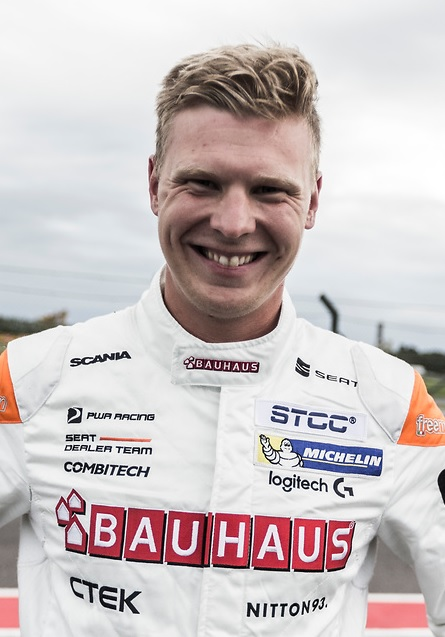
Johan Kristofferson in 2016.

Johan David Kristoffersson (Arvika, 6 december 1988) is een Zweeds autocoureur. Hij is de zoon van voormalig autocoureur en teameigenaar Tommy Kristoffersson. In 2012 en 2018 won hij het Scandinavian Touring Car Championship en in 2017 en 2018 werd hij kampioen in het wereldkampioenschap rallycross.

## Carrière
Kristoffersson maakte in 2008 zijn autosportdebuut in het Junior Touring Car Championship, waarbij hij uitkwam voor Kristoffersson Motorsport (KMS), het team van zijn vader. Hij reed in een Volkswagen, waarin hij vierde werd in het kampioenschap met twee overwinningen. In 2009 stapte hij met KMS over naar het Swedish Touring Car Championship. Hoewel hij geen punten behaalde in het hoofdkampioenschap, werd hij wel tweede in de Semcon Cup voor privécoureurs. In 2010 reed hij enkel in de laatste drie raceweekenden van het kampioenschap bij het Team Biogas.se.
In 2011 werd het STCC samengevoegd met het Danish Touringcar Championship om het Scandinavian Touring Car Championship te vormen. Halverwege het seizoen stapte Kristoffersson in bij het team Biogas.se en behaalde in de laatste twee raceweekenden op de Ring Knutstorp en Mantorp Park twee podiumplaatsen. Met 84 punten werd hij, ondanks dat hij slechts aan tien van de achttien races deelnam, tiende in het eindklassement. Dat jaar kwam hij ook uit in de Scandinavische Porsche Carrera Cup, waarin hij acht overwinningen behaalde en tot de laatste race van het seizoen meedeed in de strijd om de titel, die hij uiteindelijk verloor aan Robin Rudholm en zo tweede werd.
In 2012 reed Kristoffersson in zowel het Scandinavian Touring Car Championship als de Italiaanse Superstars Series, uitkomend voor respectievelijk Volkswagen Team Biogas en Audi Sport KMS. In het STCC behaalde hij vijf overwinningen op Mantorp Park (drie) en de Solvalla Stockholm (twee), terwijl hij in de Superstars Series twee races won op zowel het Autodromo Enzo e Dino Ferrari en het Autodromo Vallelunga. Hij won dat jaar vijf kampioenschappen; de Scandinavische Porsche Carrera Cup, het STCC en alle categorieën van de Superstars Series: de Italiaanse, internationale en rookiekampioenschappen.
In 2013 stapte Kristoffersson binnen de Superstars Series over naar het team Petri Corse, maar nadat hij in het eerste raceweekend niet van start ging in beide races, verliet hij het kampioenschap. Vervolgens keerde hij terug naar de Scandinavische Porsche Carrera Cup, waarin hij met twaalf overwinningen uit zestien races overtuigend kampioen werd. Daarnaast maakte hij zijn rallycrossdebuut in het Europees kampioenschap rallycross bij het familieteam in een Volkswagen Scirocco. In 2014 reed hij enkel in het rallycross, waarbij hij aan enkele evenementen in zowel het Europees als het wereldkampioenschap rallycross deelnam. In de wereldkampioenschapsronde in België, zijn tweede evenement in het kampioenschap, werd hij direct derde, maar werd hij na afloop van het seizoen gediskwalificeerd vanwege onopzettelijk dopinggebruik.
In 2015 reed Kristoffersson een dubbel programma in de Scandinavische Porsche Carrera Cup en het wereldkampioenschap rallycross. In de Carrera Cup wist hij alle dertien races te winnen en zo dominant kampioen te worden. In het WK rallycross won hij de seizoensopener in Portugal en behaalde hij podiumplaatsen in Groot-Brittannië, Spanje, Turkije en Italië, waardoor hij achter Petter Solberg en Timmy Hansen derde werd in de eindstand met 234 punten.
In 2016 keerde Kristoffersson parttime terug in het STCC bij het team PWR Racing, naast zijn activiteiten in de rallycross. In het STCC reed hij in vijf van de zeven raceweekenden, waarin hij twee zeges behaalde en achter Richard Göransson en Robert Dahlgren derde werd in de eindstand. In het WK rallycross won hij het evenement in Frankrijk en stond hij in twee andere races op het podium, waarmee hij achter Mattias Ekström tweede werd in het kampioenschap met 240 punten.

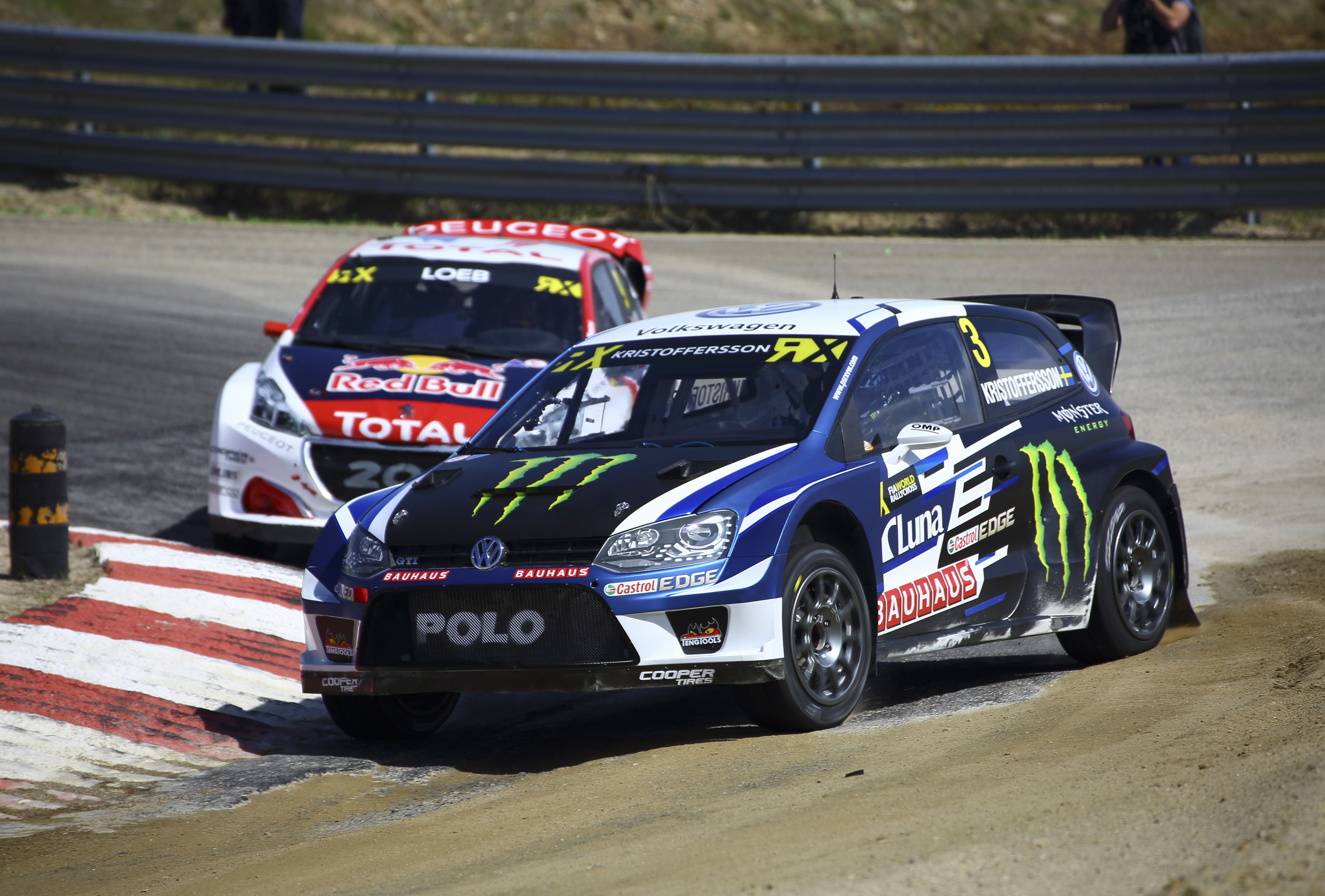
Kristoffersson in de WK rallycross-ronde in Portugal in 2017.

In 2017 reed Kristoffersson in vier van de zeven raceweekenden van het STCC. Hierin behaalde hij zes overwinningen, mede geholpen doordat er drie races in een weekend werden verreden in plaats van de gebruikelijke twee races, en werd hij vierde in het eindklassement met 217 punten. In het WK rallycross begon hij rustig aan het seizoen, maar won hij zeven van de laatste negen evenementen, waardoor hij voor het eerst kampioen werd in deze klasse met 316 punten.
In 2018 reed Kristoffersson fulltime in zowel het STCC als het WK rallycross. In het STCC, waarin men terugkeerde naar het rijden van twee races per weekend, won hij slechts drie races, maar was hij in de rest van het seizoen constant genoeg om zijn tweede titel in het kampioenschap te winnen met 195 punten. In het WK rallycross won hij elf van de twaalf evenementen, waardoor hij met 341 punten overtuigend kampioen werd.
In 2019 stapt Kristoffersson over naar de World Touring Car Cup, waarin hij voor Sébastien Loeb Racing uitkomt in een Volkswagen Golf GTI TCR naast Mehdi Bennani en Robert Huff.